# Antonino Mandalà
Antonino Mandalà, detto Nino  o "l'Avvocato" (Villabate, 25 marzo 1939), è un mafioso e politico italiano, membro di Cosa Nostra e considerato il capomandamento di Villabate e fiancheggiatore di Bernardo Provenzano.

## Biografia
Nato a Villabate e laureato in legge, nel 1979 diventa socio della società di brokeraggio assicurativo Sicilia Brokers assieme a Enrico La Loggia, Renato Schifani e Benny D'Agostino. Nello stesso periodo fa l'attivista per la Democrazia Cristiana a cui procura i voti dei capimafia. 
Nel 1994 fonda il primo club di Forza Italia a Villabate e nello stesso periodo si dedica per conto di Cosa Nostra, in particolare dei mandamenti di Caccamo e Villabate ad aggiudicarsi appalti pubblici e nel 1997 riesce con gli appalti a aggiudicarsi la costruzione di un residence universitario a Catania e alla costruzione del supermercato Auchan con multisala Warner Bros. a Villabate.

Il 6 giugno 1998 è stato arrestato per associazione mafiosa insieme al deputato forzista Gaspare Giudice (che verrà invece assolto nel 2007) ma è scarcerato due anni dopo per decorrenza dei termini e porta di nuovo avanti i suoi progetti che si erano fermati con l'arresto. 
Il 25 gennaio 2005 viene di nuovo arrestato nel corso dell'operazione "Grande Mandamento" dove sono stati arrestati 82 fiancheggiatori dell'allora latitante Bernardo Provenzano. 
Il pentito Stefano Lo Verso ha riferito ai magistrati di rapporti tra Mandalà e l'ex ministro delle politiche agricole del governo Berlusconi IV, Saverio Romano, invece il pentito Francesco Campanella ha accusato Renato Schifani di aver favorito il Mandalà per la modifica del piano regolatore di Villabate.

Il 27 aprile 2007 è stato condannato in primo grado a otto anni di reclusione per i fatti del 1998 e 28 settembre 2011 è stato condannato a otto anni di reclusione dalla Corte d'appello di Palermo, ma è libero per scadenza dei termini di custodia cautelare.

Nel 2009 ha aperto il suo blog che gestisce con alcune interruzioni e dove ha chiesto alle "coscienze libere" l'abolizione dell'Articolo 41 bis e dove ha difeso nel 2010 Silvio Berlusconi.

Il 17 novembre 2011 nella terza puntata di Servizio pubblico condotto da Michele Santoro è stata ricostruita un'intervista della giornalista Dina Lauricella con lo stesso Mandalà.